# Ceratomontia irregularis
Ceratomontia irregularis is een hooiwagen uit de familie Triaenonychidae.